# Гончаров, Николай Ефремович
Николай Ефремович Гончаров (укр. Микола Єфремович Гончаров; 11 декабря 1925, Томаровка, Курская губерния — 24 января 2025) — советский и украинский журналист, литературный критик, прозаик, публицист и поэт, член Национального союза писателей Украины и Союза писателей России. Заслуженный работник культуры РСФСР.

## Биография
Родился 11 декабря 1925 в слободе Томаровка, Белгородская область, РСФСР. В семилетнем возрасте жил в землянке в Горловке: его отца (ум. 1950), рабочего шубно-кожаной артели репрессировали. В Горловке окончил семь лет учёбы.
В 17 лет в 1943 году ушёл на фронт. Был рядовым солдатом бронебойщиком в 103-м гвардейском стрелковом полку 34-й гвардейской стрелковой дивизии. Форсировал реки Южный Буг и Днестр. В 1944 году был назначен разведчиком взвода управления 5-й батареи 84-го гвардейского Галацкого Краснознамённого артполка той же дивизии. Принимал участие в рейдах по тылам врага в Молдавии. В сентябре 1944 года был тяжело ранен: получил травму позвоночника и общую контузию. 4,5 года проходил курс лечения в УзССР, в госпиталях Ташкента и Самарканда. Параллельно заканчивал школьную программу, занимаясь в больнице индивидуально с учителями 30-й самаркандской женской школы. Затем поступил на заочное отделение Самаркандского государственного университета им. Алишера Навои. В 1949 году был транспортирован в больницу в Новую Казанку (ныне — Жанаказан, Казахстан), где Гончаров снова научился самостоятельно передвигаться. В том же году он вернулся в Горловку.
Восемь лет проработал в городской газете «Кочегарка», все эти годы Николай Гончаров руководил Горловским литературным объединением. Печатается с 1950 года, пишет на русском и украинском языках. В 1955 году заочно окончил Харьковский университет.
В 1958—1964 годах работал в межобластном книжном издательстве «Донбасс» главным редактором и директором. Затем стал первым начальником Донецкого областного управления по печати, редактором областных газет «Советская Донеччина» и «Социалистический Донбасс». Возглавлял областную организацию Союза журналистов Украины. В 1970 году решением Секретариата ЦК КПСС был переведён в Москву. 20 лет работал в газете «Социалистическая индустрия» (она же «Трибуна») в Москве.
Автор книг «Оружие поэта» (о П. Беспощадном, 1960), «Поющие пласты» (1966), «Русская улица» (1973) «Иванова гора» (о шахтёре И. Стрельченко, 1986, все — Донецк), «Товарищ министр и господин директор» (Москва, 2001).
Награждён четырьмя орденами и 18 медалями, знаком «Шахтёрская слава» I, II, III степеней, золотой медалью украинской журналистики. Заслуженный работник культуры РСФСР, лауреат премий «Золотая осень» им. Сергея Есенина, «Золотое перо Донбасса».
Скончался 24 января 2025 года. Похоронен 29 января 2025 года на Троекуровском кладбище.